# Tricholestes criniger
A Tricholestes criniger a verébalakúak (Passeriformes) rendjébe, ezen belül a bülbülfélék (Pycnonotidae) családjába és a Tricholestes nembe tartozó egyedüli faj. 16-17 centiméter hosszú. Brunei, Mianmar, Indonézia, Malajzia, Szingapúr és Thaiföld szubtrópusi és trópusi nedves, alacsonyan fekvő erdőiben él. Gyümölcsökkel és rovarokkal táplálkozik. Februártól augusztusig költ.

## Alfajai
- T. c. criniger (Blyth, 1845) – dél-Mianmar, dél-Thaiföld, Malajzia félszigeti része, Szingapúr, kelet-Szumátra;
- T. c. sericeus (Robinson & Kloss, 1924) – nyugat-Szumátra, Lingga-szigetek;
- T. c. viridis (Bonaparte, 1854) – Borneó, Natuna-szigetek.

## Fordítás
- Ez a szócikk részben vagy egészben  a   Hairy-backed bulbul című angol Wikipédia-szócikk fordításán alapul.  Az eredeti cikk szerkesztőit annak laptörténete sorolja fel. Ez a jelzés csupán a megfogalmazás eredetét és a szerzői jogokat jelzi, nem szolgál a cikkben szereplő információk forrásmegjelöléseként.